# اهرب (فلم)
اهرب (بالإنجليزية: Run) هو فيلم إثارة نفسية أمريكي من إخراج آنيش شاجانتي وبطولة سارة بولسون، كيرا آلين وبات هيلي، صدر الفيلم على منصة هولو في 20 نوفمبر 2020.

## روابط خارجية
- مقالات تستعمل روابط فنية بلا صلة مع ويكي بيانات